# Geoffroi de Villehardouin
Geoffroi de Villehardouin (n. 1160 – d. cca. 1212) a fost un cavaler și istoric francez care a participat la Cruciada a patra și a fost și cronicarul acestui eveniment. A fost considerat drept unul dintre cei mai importanți istorici ai vremii sale, cel mai bine cunoscut pentru cronica sa (scrisă din postura de martor ocular) De la Conquête de Constantinople. Cronica sa reprezintă cea mai timpurie narațiune în proză în limba franceză. Titulatura autorului a fost: "Geoffroi de Villehardouin, mareșal de Champagne și al Romaniei".

## Viața

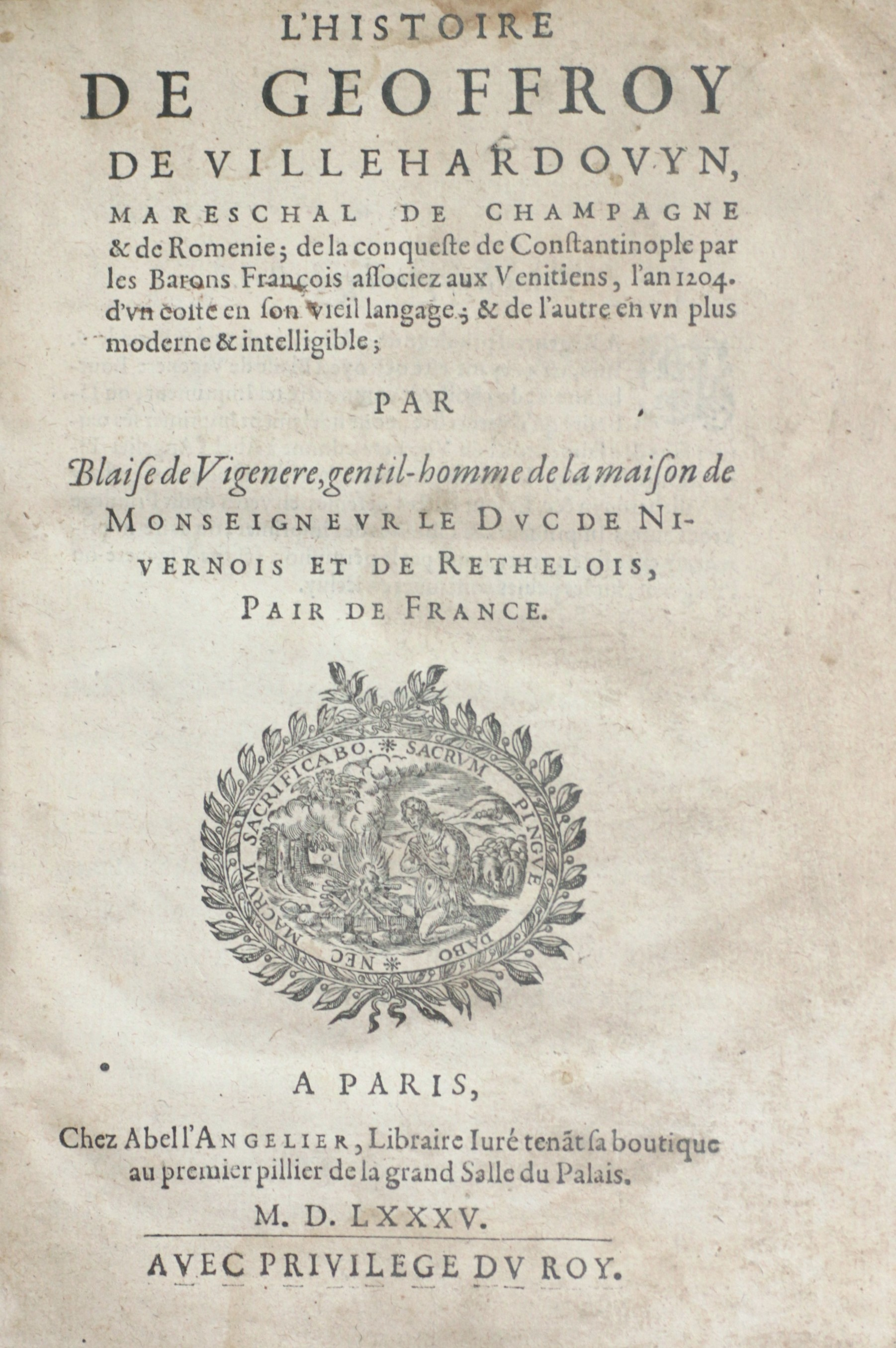
Ediţia de la 1585 a textului original al cronicii lui Villehardouin

Ca om de drept și militar, Geoffroi de Villehardouin s-a alăturat Cruciadei a patra din 1199, în timpul turnirului organizat la Ecry de către contele Theobald al III-lea de Champagne. Contele l-a numit pe Villehardouin ca ambasador al său la Veneția, unde a fost trimis pentru a procura vase pentru transportul cruciaților către Țara Sfântă. După negocierea și încheierea acordului cu dogele Enrico Dandolo, contele Theobald a încetat din viață, iar Villehardouin a fost cel care l-a propus ca nou conducător al cruciadei pe marchizul Bonifaciu de Montferrat.
Deși parcurgând cronica sa nu rezultă cu claritate, se pare că Geoffroi de Villehardouin ar fi fost printre partizanii ideii ca participanții la cruciadă să participe la cucerirea Zarei și apoi a Constantinopolului. În orice caz, Villehardouin a fost cel care a condus negocierile cu tânărul Alexios al IV-lea Angelos, pretendent la tronul Imperiului bizantin, în vederea impunerii acestuia pe tronul din Constantinopol.
După cucerirea Imperiului bizantin și instaurarea Imperiului Latin de Constantinopol, Villehardouin a servit ca lider militar, conducând retragerea cruciaților după înfrângerea acestora în bătălia de la Adrianopol și capturarea împăratului Balduin I de către forțele lui Ioniță Caloian, țarul Bulgariei. Ca recunoaștere pentru serviciile sale, Bonifaciu de Montferrat i-a acordat lui Geoffroi cetatea Messinopolis din Tracia. După încheierea cruciadei, titulatura sa a devenit mareșal de Champagne și al Romaniei.
Nepotul de frate al lui Geoffroi de Villehardouin, având de asemenea numele de Geoffroi a devenit principe de Ahaia, în peninsula Morea în 1209.
Nu există date precise cu privire la încetarea din viață a lui Geoffroi de Villehardouin. Există totuși evidențe potrivit cărora în 1218 copiii săi îi dedicau comemorări.

## Opera
În 1207, Geoffroi de Villehardouin a început cronica dedicată cruciadei, On the Conquest of Constantinople, care a constituit cea mai timpurie lucrare cunoscută care să fi fost redactată în limba franceză, iar nu în latină. Scrierea lui Villehardouin constituie baza de reconstituire a evenimentelor Cruciadei a patra, alături de cronica lui Robert de Clari, de cea a bizantinului Niketas Choniates și de cea a cistercianului Gunther de Pairis.